# Chiesa di San Nicola (Pisa)

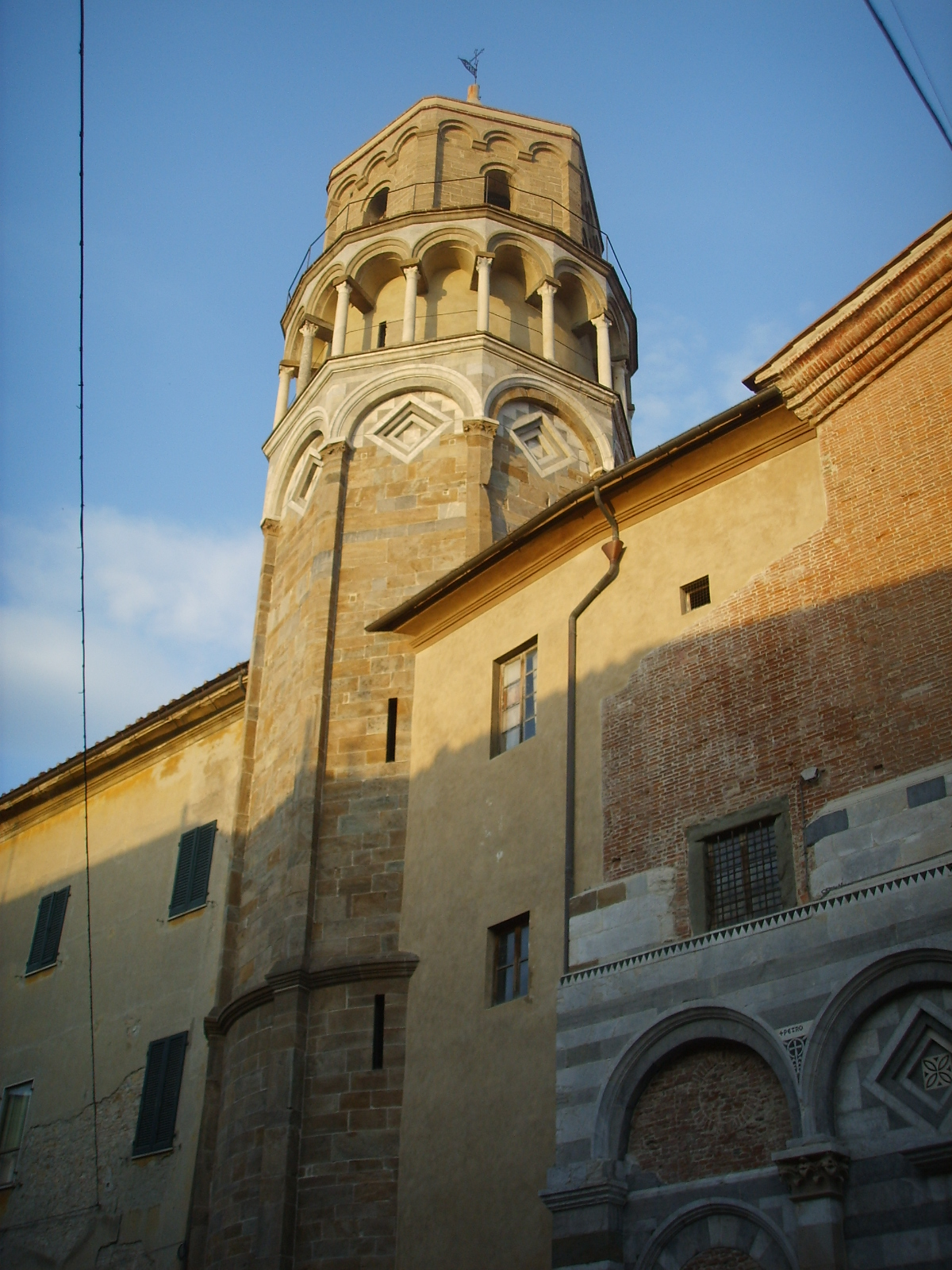
Il campanile di San Nicola

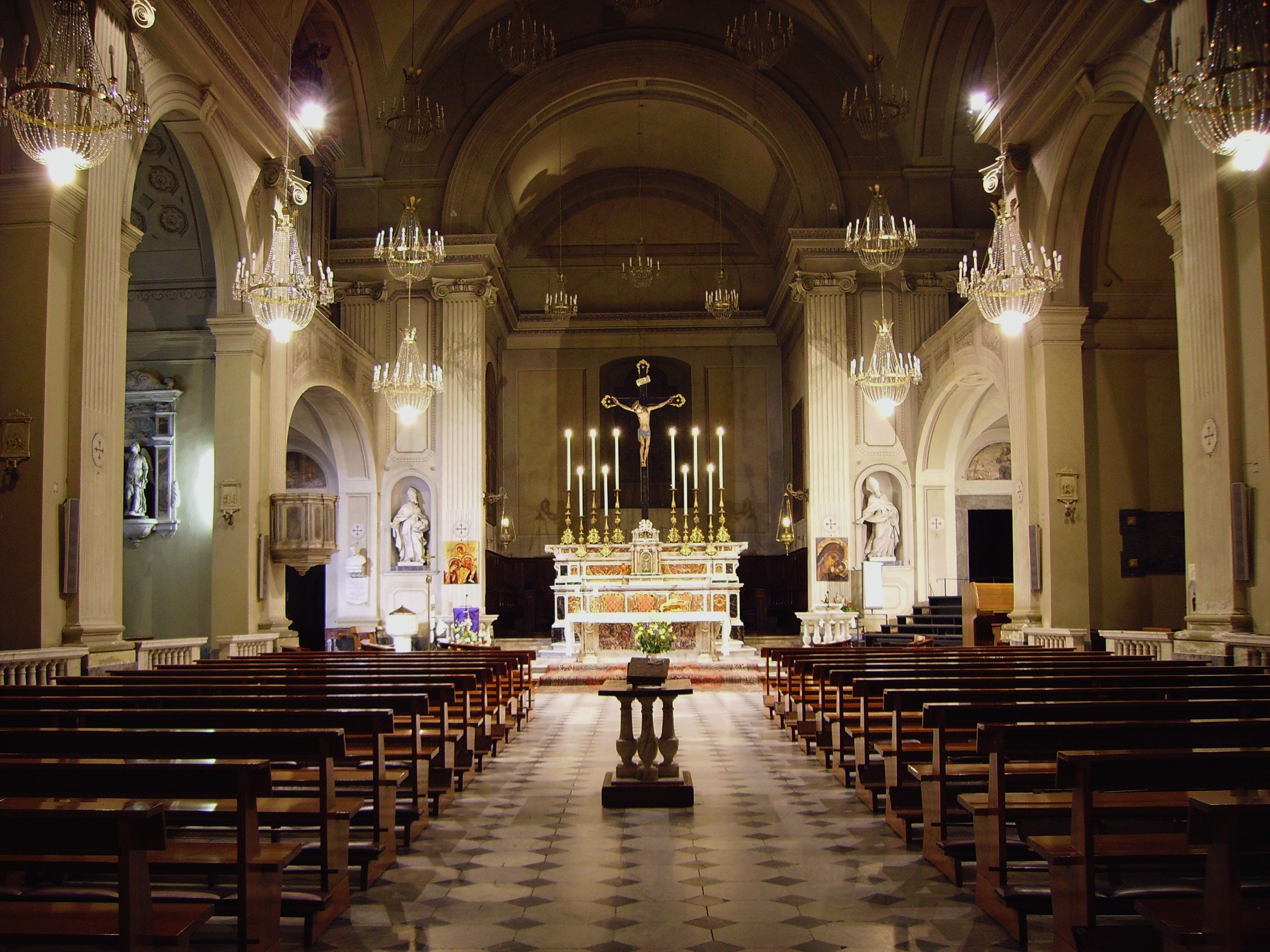
Interno

La parrocchia di San Nicola di Pisa si trova in via Santa Maria, 2.

## Storia e descrizione
È citata, con l'annesso convento, dal 1097. Fra il 1297 e il 1313 fu ampliata dagli Agostiniani, forse ad opera di Giovanni Pisano (lato est).
La facciata presenta lesene, archi ciechi e losanghe, ed è decorata da tarsie del XII secolo. Uno studio di Pietro Armienti, docente di Petrologia e Petrografia dell'Università di Pisa, avrebbe individuato la successione di Fibonacci nell'intarsio della lunetta dell'arco alla sinistra della porta principale. Secondo Armienti, i rapporti tra il diametro dei vari cerchi raffigurati nel intarsio, quando ordinati dal più piccolo al più grande, seguirono la celebre serie numerica di Leonardo Fibonacci.
La chiesa fu ristrutturata nel Seicento con l'inserimento di altari e della cappella del Sacramento (Matteo Nigetti, 1614).
Conserva dipinti su tavola (la trecentesca Madonna col Bambino di Francesco Traini e San Nicola salva Pisa dalla peste del XV secolo), tele del Maruscelli e di Giovanni Bilivert e sculture lignee dei secoli XIV-XV (Crocifisso di Giovanni Pisano, Madonna col Bambino di Nino Pisano, Annunciata di Francesco di Valdambrino). Pregevole anche il grande organo Balbiani-Tamburini situato parte sulla tribuna d'ingresso, parte sulla tribuna a sinistra dell'altare maggiore a tre tastiere con 61 registri.
Un passaggio coperto sostenuto da archi attraversa la strada ed entra nella Torre De Cantone, e da questa nel Palazzo delle Vedove, dove vissero alcune donne di Casa Medici: così esse potevano recarsi alla messa senza scendere in strada.

## Il campanile
L'originale campanile ottagonale, il più caratteristico della città dopo la Torre pendente, risale forse alla seconda metà del XIII secolo ed è leggermente inclinato e interrato rispetto al piano del calpestio attuale.
La pianta, come si è detto, è ottagonale con arcate cieche su ciascun lato che culminano con ovali e losanghe al disotto degli archi. La cella campanaria invece è un prisma a base esagonale, con una monofora su ciascun lato sulla quale si affacciano le campane, ed è circondata da una galleria ad archetti sostenuta da colonnine, mentre la copertura è piramidale.
L'insieme è ravvivato anche da una raffinata policromia per l'uso di diversi tipi di pietre: verrucano grigio chiaro nel corpo inferiore, pietra panchina livornese grigio scuro nella cella campanaria, colonnine in marmo apuano bianco e in granito proveniente dall'Isola d'Elba e inserti in calcare grigio di San Giuliano Terme.
All'interno corre una scala a chiocciola, ma, a differenza del campanile del Duomo, non è circondata da due muri (che nella famosa Torre di Piazza del Duomo si pensa che abbiano appesantito troppo la struttura facilitandone la pendenza), ma è libera verso l'interno, impostata su una galleria elicoidale di eleganti archetti rampanti su colonnine.
Originariamente isolato, viene attribuito dal Vasari a Nicola Pisano:
Tuttavia l'attribuzione è incerta. Taluni lo datano 1170 e lo attribuiscono a Diotisalvi, altri lo datano tra il 1230 e 1250, altri ancora ipotizzano due o tre fasi costruttive: 1173 e tra il 1230 e il 1250.

## Altre immagini

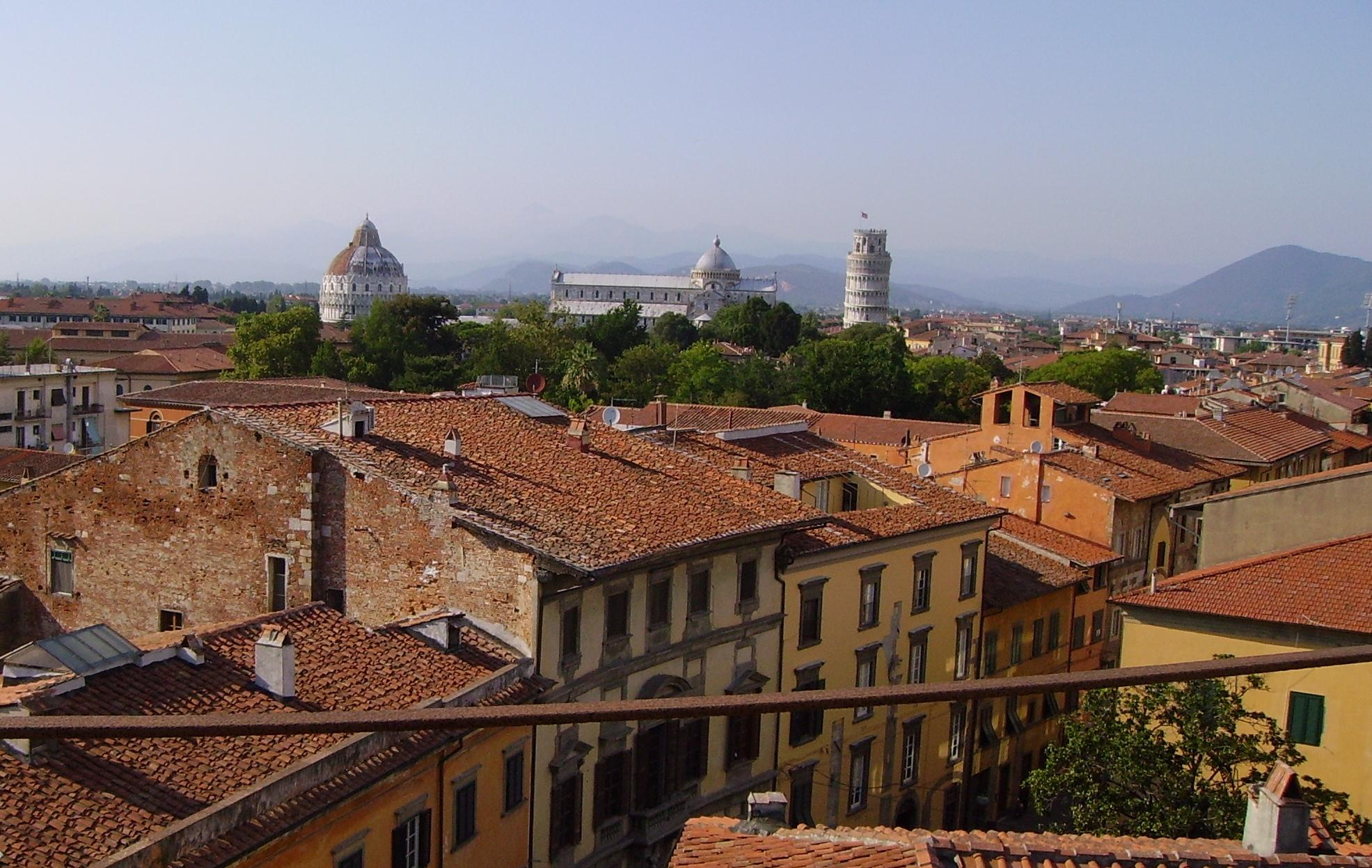
Panorama con il Duomo
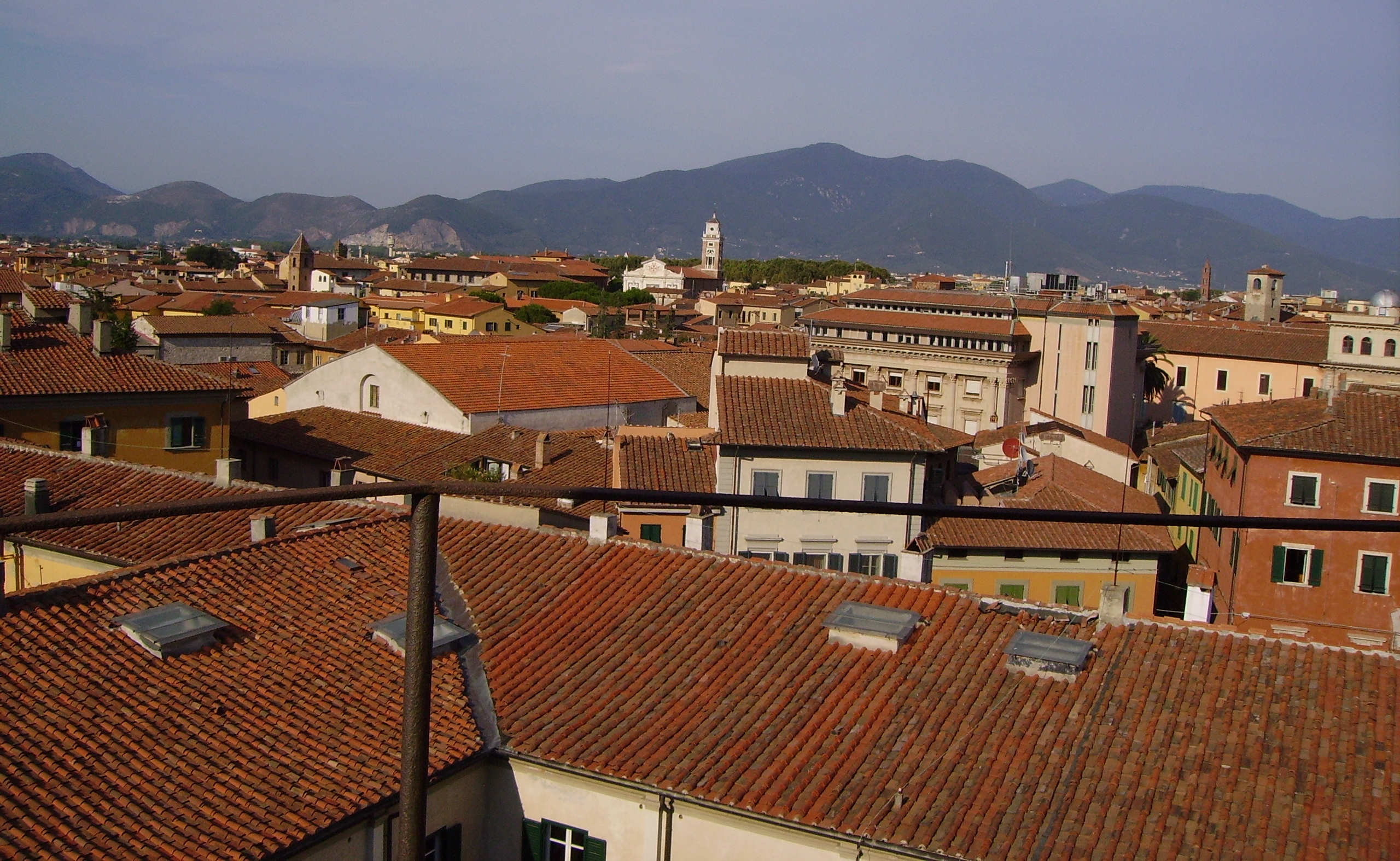
la chiesa dei Cavalieri
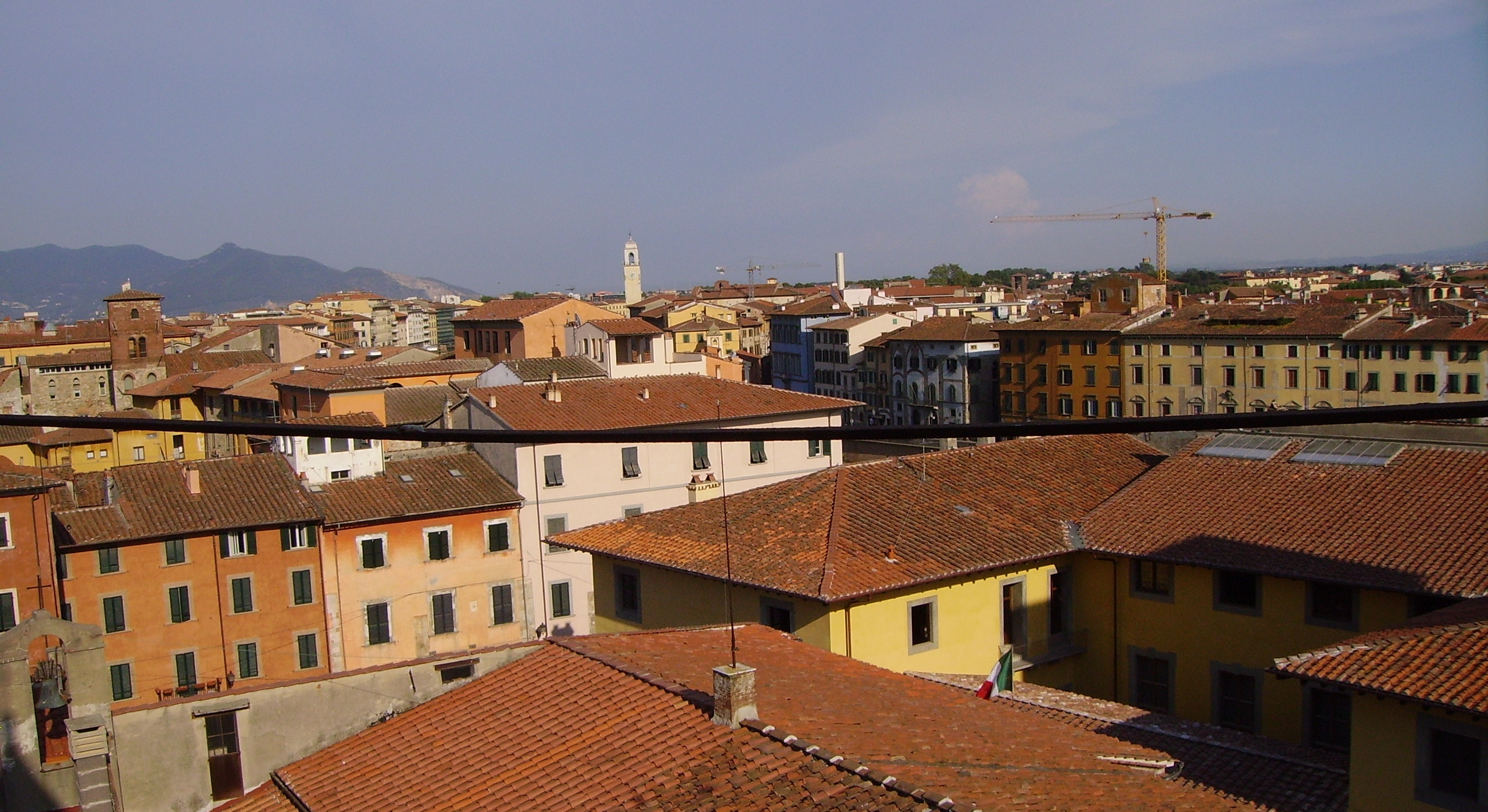
La Parte di Mezzogiorno a Sud
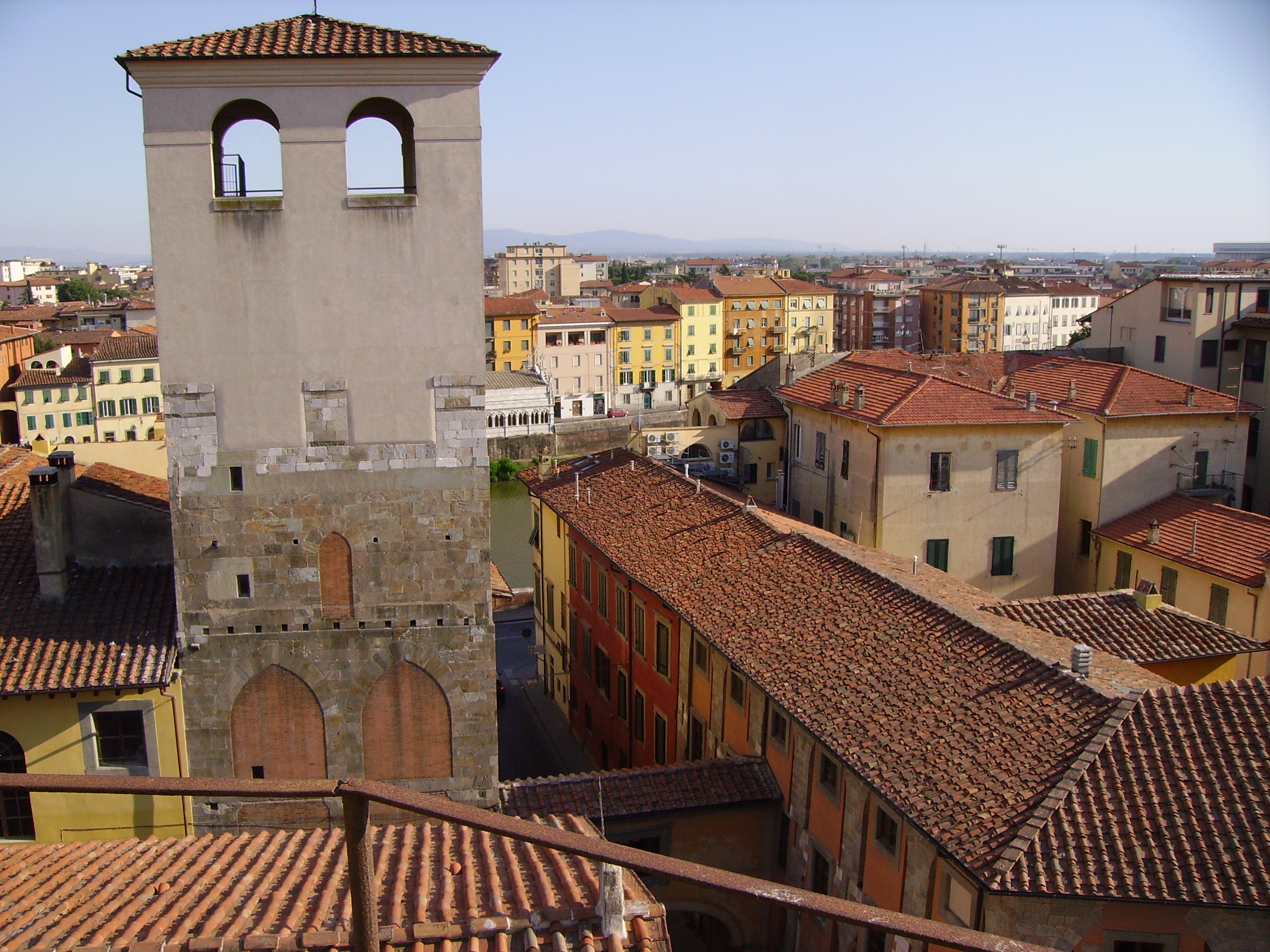
La torre de Cantone
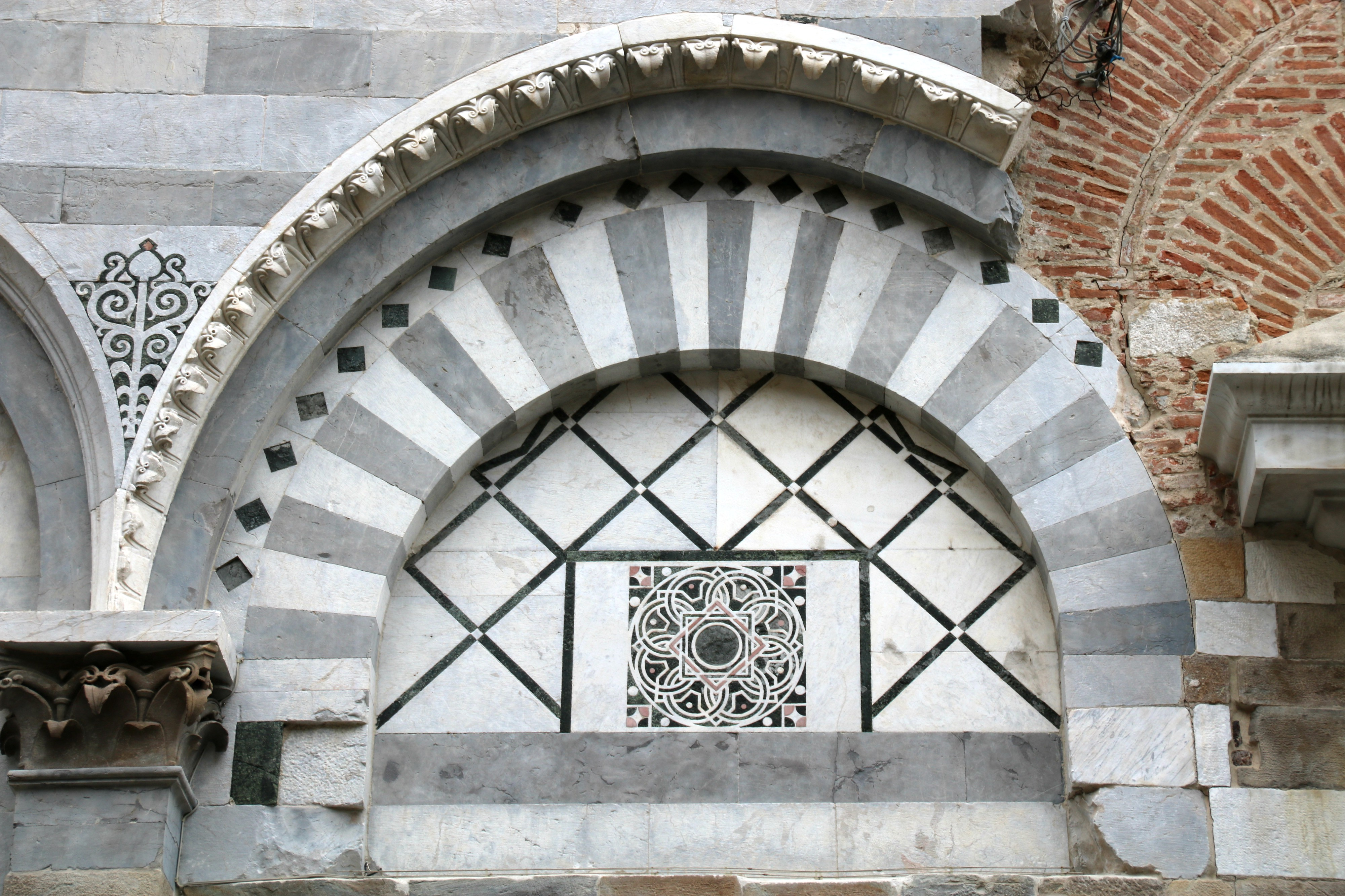
Una delle lunette della facciata dove secondo Pietro Armienti vi è rappresentata la Serie di Fibonacci
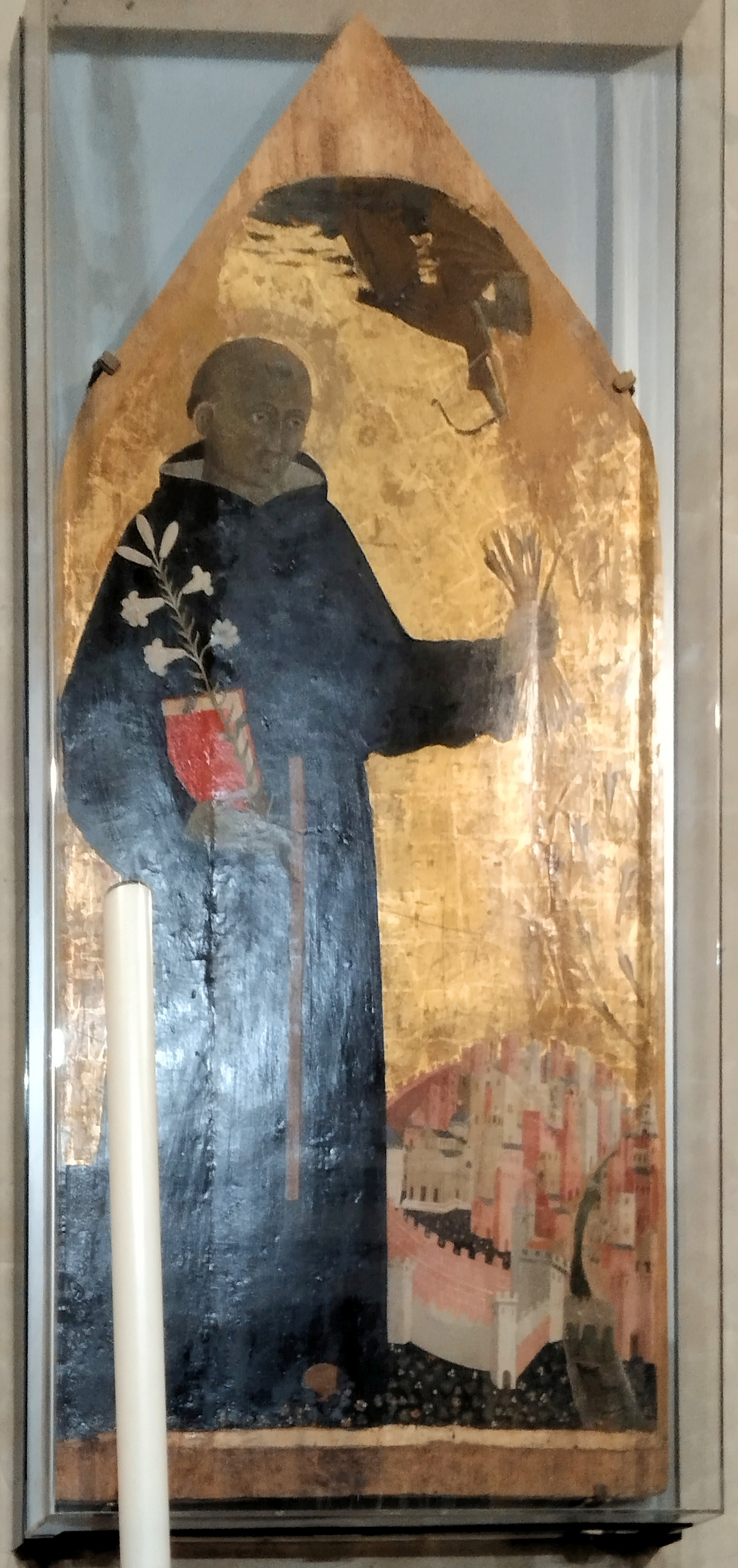
San Nicola da Tolentino che salva Pisa dalla peste, a Pisa nella Chiesa di S. Nicola da Bari, prima metà del XV secolo - Autore ignoto di ambito locale - tempera du tela
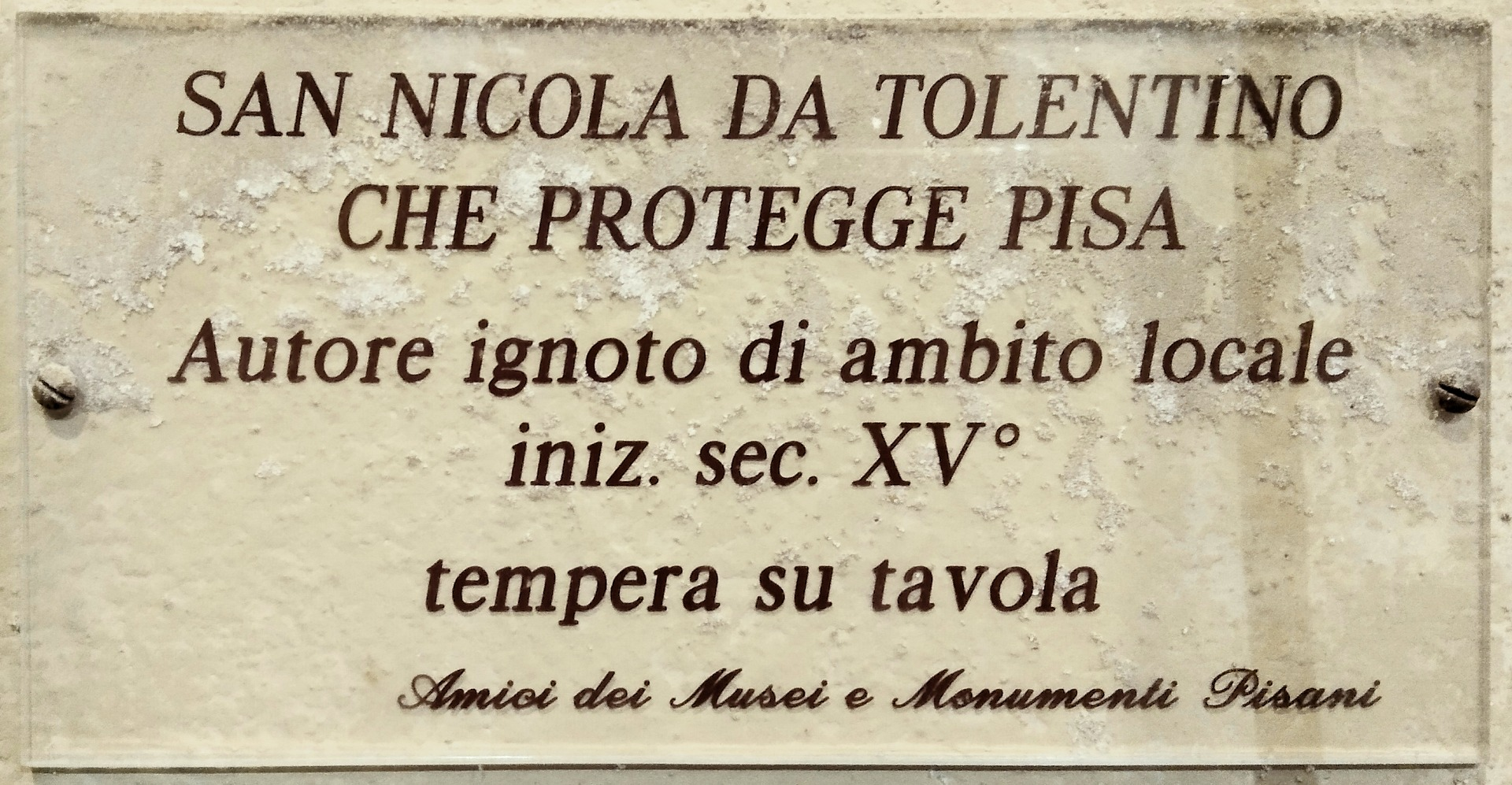
TARGA - San Nicola da Tolentino che salva Pisa dalla peste, a Pisa nella Chiesa di S. Nicola da Bari, prima metà del XV secolo - Autore ignoto di ambito locale - tempera du tela
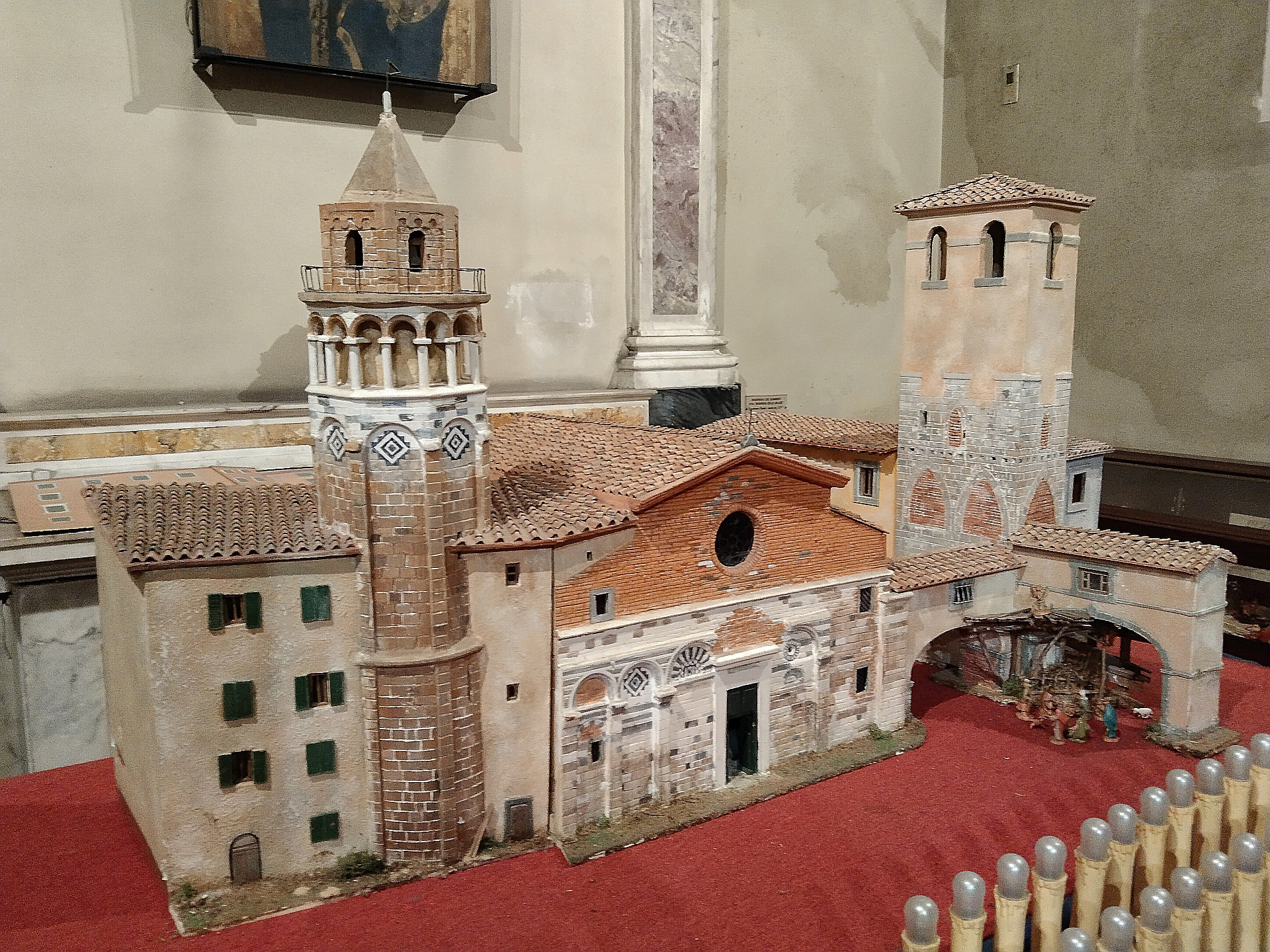
Chiesa di San Nicola - Pisa [miniatura]